# اوتاکو آمریکا
اوتاکو آمریکا (انگلیسی: Otaku USA)، یک دو ماهنامه مجله است که توسط رسانه‌های مستقل منتشر می‌شود، که عناصر مختلف سبک زندگی «اوتاکو» (مانند انیمه، مانگا، بازی ویدئویی، کازپلی و جی پاپ) از دیدگاه آمریکایی را پوشش می‌دهد. این شماره‌ها با یک دی‌وی‌دی شامل سه قسمت انیمه همراه بود، اما از سال ۲۰۰۹ ویژگی DVD حذف شد و ویژگی پوستر دو طرفه مجله نیز با شروع شماره فوریه ۲۰۱۰ حذف شد.